# زورخانه طیب (حمام بالایی)
زورخانه طیب حاج رضایی (حمام بالایی) مربوط به اواخر دوره قاجار است و در خرم‌آباد، خیابان باستان، روبروی کتابخانه شهید مطهری واقع شده و این اثر در تاریخ ۱۹ اسفند ۱۳۸۰ با شمارهٔ ثبت ۴۸۷۳ به‌عنوان یکی از آثار ملی ایران به ثبت رسیده است.در این مکان ورزش های کهن ایران و سنت های آن حفظ آموزش نیز میگردد.

زورخانه طیب حاج رضایی متعلق به محله کهن و با عظمت درب دلاکان از محله های بسیار ریشه دار و اصیل شهر خرم آباد لرستان است.